# William Henry Hunt
William Henry Hunt   (Nova Orleans, 5 de novembre de 1857 - Charlottesville, 4 de febrer de 1949) fou un jutge i governador de Puerto Rico. Com a governador, va establir legalment com a dia de vacances el dia de Nadal i el dia d'acció de gràcies a Puerto Rico.